# Jorge Fernandez
Jorge José Fernández (Buenos Aires, 28 de setembro de 1935 - Buenos Aires, 17 de fevereiro de 2018) foi um desportista pugilista argentino. Foi Campeão Argentino Super Meio-médio; Campeão Meio-médio Argentino e Campeão Sul-Americano e, também, Campeão Meio-Médio Espanhol. 

## Biografia
Jorge Fernandez, considerado um dos três melhores da categoria peso-médio (66,678 kg), da história do boxe nacional argentino. Recebeu as alcunhas de: El Gallego e El Toro de Pompeya. Ao longo de sua carreira, desenvolvida na Argentina, Estados Unidos e Europa, bateu destacadíssimos rivais como, em 1958 o argentino Martiniano Pereyra, campeão argentino e sul-americano.
Jorge Fernandez começou a ganhar destaque no final da década de 1950, sua carreira profissional se estende de 1953 a 1973. 
Nos Estados Unidos aconteceram sua lutas internacionais mais importantes, onde em 12 ocasiões lutou para conseguir disputar com norte-americano Emile Griffith; possuidor do cinturão mundial. Contra Griffith, que se tornou um dos seus mais ferozes opositores, Fernandez perderia todas as três lutas disputadas. Em duas vezes perderia por pontos, em 1960, em Nova York; já a terceira derrota seria por K.O. (nocaute) no nono roud, em 1962, no Convention Center, em Las Vegas, onde estava em disputa os título World Boxing Association World Welterweight Title e o World Boxing Council World Welterweight Title, luta polêmica onde alguns erros de arbitragem teriam favorecido Griffith.
De volta à Argentina, em 5 de dezembro de 1964, Jorge Fernandez conquista o Título dos Meio-Médios Argentino de Hector Mora ao vencer por abandono no oitavo round no Luna Park de Buenos Aires; somente em 3 de setembro de 1966, Fernadez perderia este título, para Carlos Monzón, no Luna Park, em uma luta perdida por pontos após 12 rounds. 
Em 10 de junho de 1966, a conquista do Título Sul-Americano dos Meio-Médios viria contra o brasileiro Fernando Barreto por K.O. (nocaute), na 7ª rodada. Esse título permaneceu com Fernandez em seu poder por um ano. Nesta luta, já fora do ringue, Fernando Barreto se feriria gravemente ao cair de cabeça em uma quina do tablado, afastando-se definitivamente do boxe. Já em 10 de junho de 1967, no Luna Park, Jorge Fernández enfrentou Carlos Monzon, perdendo o Campeonato Sul-Americano desta vez. 
As últimas lutas de Fernandez foram contra o alemão Klaus-Peter Tombers, perdendo por K.O. (nocaute), em Hamburgo, em 1973. Nesse mesmo ano, na Áustria, acontece sua luta de despedida contra Clement Tshinza, perdendo por pontos.
Se estabeleceu e naturalizou-se como espanhol, onde foi o Campeão dos Médios daquele país; então eles o chamaram de "El Torito de Pompeya". 
Em 2018 morreu devido a causas naturais com 82 anos de idade, em Buenos Aires, na capital federal da Argentina; seus restos mortais foram cremados no Cementerio de la Chacarita.

## Cartel
- 130 lutas
- 177 vitórias
- 10 empates
- 3 derrotas